# Дівичії ночі
«Дівичії ночі» — вірш Тараса Шевченка, написаний 18 травня 1844 року в Санкт-Петербурзі.

## Написання і публікація
Зберігся чистовий автограф вірша у рукописній збірці «Три літа». Дата в автографі: «18 мая 1844, СПБ». Вірш датується за автографом: 18 травня 1844 року, місце написання — Санкт-Петербург.
До збірки «Три літа», укладеної, найімовірніше, у квітні — червні 1846 року у Києві, вірш введено дещо пізніше за інші твори. Шевченко вписав його між поемами «Сова» та «Наймичка» темнішим чорнилом на аркуші, що раніше становив шмуцтитул до поеми «Наймичка», попередньо витерши на ньому назву поеми (лишилися лише сліди від двох рисок олівцем, між якими було написано назву).
Вперше вірш надруковано за копією з автографа рукописної збірки «Три літа» в журналі «Нова громада» (1906, № 10, стор. 67 — 68; публікація П. Є. Щоголєва). Передруковано в журналах «Літературно-науковий вістник» (1906, № 12, стор. 340—341); «Світ» (1906, № 19, стор. 291); «Киевская старина» (1906, № 10, стор. 204, у статті В. М. Доманицького «Критичний розслід над текстом „Кобзаря“ Шевченка»).
До збірки творів поета вперше введено у виданні: «Шевченко Т. Кобзарь» (СПб., 1907, стор. 164—165).

## Сюжет
Вірш належить до так званої «жіночої лірики» Шевченка, для якої характерні мотиви дівочої самотності, неподіленого почуття, розлуки тощо, і становить своєрідну варіацію раніше написаної «Думки» («Нащо мені чорні брови…»).